# Conrad-Gessner-Denkmal

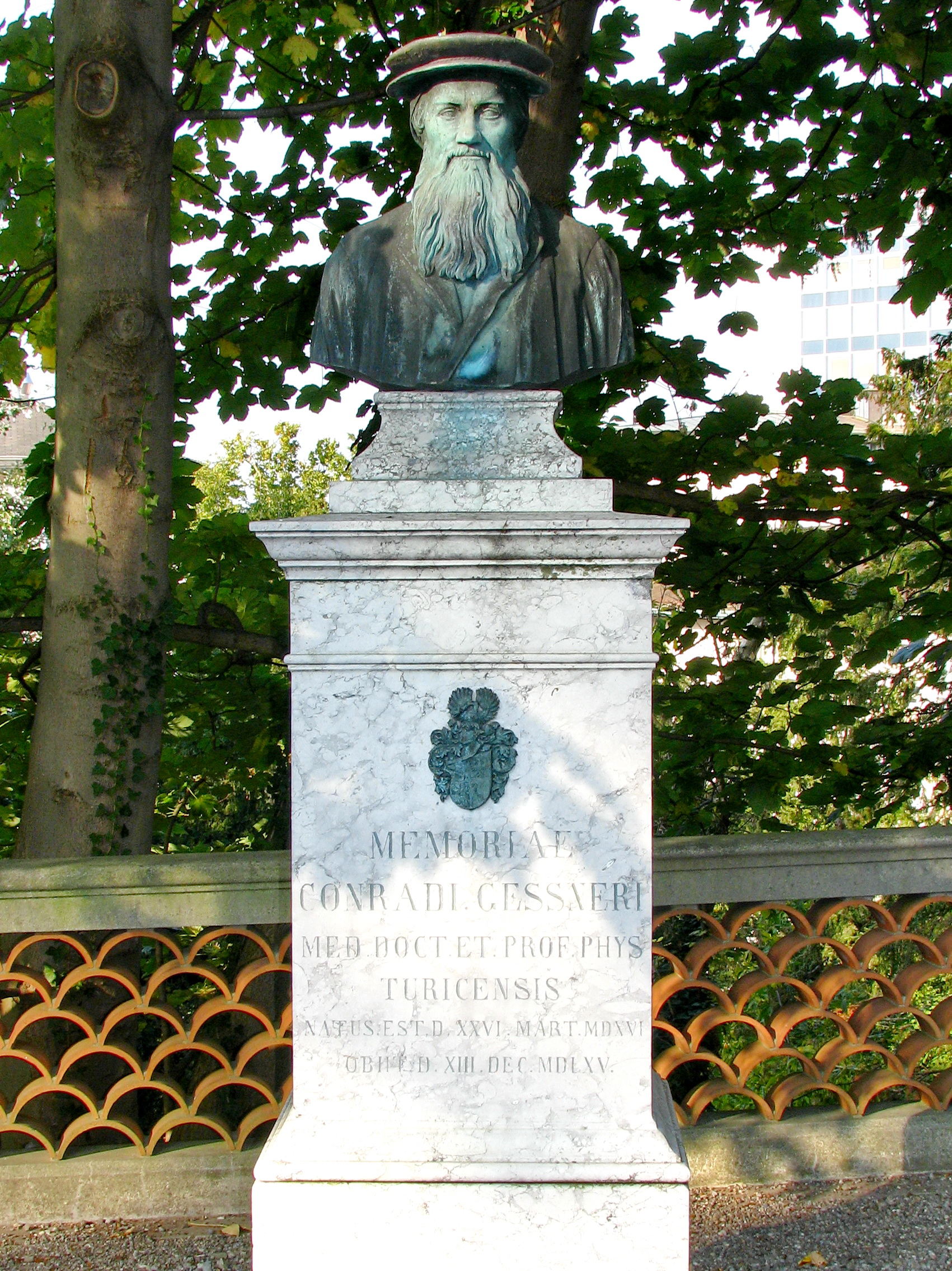
Das Conrad-Gessner-Denkmal in Zürich

Das Conrad-Gessner-Denkmal ist ein 1853 errichtetes Büstendenkmal im Alten Botanischen Garten in Zürich, das dem humanistischen Universalgelehrten Conrad Gessner (1516–1565) gewidmet ist. Es wurde nach Plänen von Gustav Albert Wegmann gebaut. Die Bronzebüste ist ein Werk von Georg Hörbst.

## Geschichte

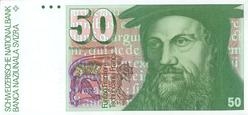
Die 1976 eingeführte 50-Franken-Banknote mit dem Porträt Conrad Gessners

Als eine der bedeutendsten Figuren des Schweizer Renaissance-Humanismus blieb Conrad Gessner auch in den Jahrhunderten nach seinem Tod stets hochgeachtet. Noch 1917 fertigte Hans Gisler ein Standbild von ihm über dem Eingang der Zentralbibliothek Zürich an, und zwischen 1976 und 2000 zierte sein Porträt die von Ernst und Ursula Hiestand gestaltete 50-Franken-Note.
Bereits 1777 wurde eine aus Blei gegossene Gessner-Büste im Vorgänger des heutigen botanischen Gartens im «Schimmelgut» in Wiedikon aufgestellt. Der Platz bot sich an, weil Gessner Zürichs ersten botanischen Garten gegründet hatte. Wie Georg Kreis betonte, entstand dieses Denkmal 16 Jahre vor dem Salomon-Gessner-Denkmal, das 1793 auf dem Platzspitz errichtet wurde, und ist somit das älteste nachweisbare «bürgerliche Verdienstdenkmal» in der Stadt Zürich.
Die Franzosen konfiszierten die Büste 1799, zur Zeit der Helvetik, um daraus Kanonenkugeln zu giessen. Um 1820 stellte man eine neue, steinerne Büste auf, die in den 1830er Jahren in den heutigen botanischen Garten transferiert wurde. Um 1850 war sie stark beschädigt. In einem Brief vom Sommer 1851 ist von einem «alten, verwitterten Denkmal» die Rede. Oswald Heer, der damals als Gartendirektor amtete, fand den «zerfallenden Stein» nicht länger geeignet, das Gedenken an Gessner würdig zu repräsentieren. 1851 beschloss die Familie Gessner mit ihren zahlreichen Zürcher Verzweigungen deshalb, auf eigene Kosten ein neues, dauerhafteres Denkmal zu erstellen und der Stadt Zürich zu schenken. Für die Pläne zeichnete Gustav Albert Wegmann verantwortlich, die Büste gestaltete Georg Hörbst, der Vater von Baptist Hörbst. Im Januar 1853 war die Bronzebüste gegossen. Im September 1853 wurde das Denkmal aufgestellt und der Stadt übergeben. 
Seiner schwer auffindbaren Lage wegen und weil es nicht mit öffentlichen Spendensammlungen finanziert und auch nicht öffentlich eingeweiht wurde, ist das Conrad-Gessner-Denkmal in Zürich bis heute wenig bekannt. Zu Gessners 400. Todestag 1965 wurde es mit Blumen geschmückt. Von den jüngsten Denkmaldebatten blieb es weitgehend unberührt. Die Neue Zürcher Zeitung erwähnte es 2016 einmal in einem Artikel, in dem kritisiert wurde, dass es «zwar an einem durchaus sinnreichen Ort, im Alten Botanischen Garten» stehe, es aber «schon einiges an gutem Willen [brauche], um es zu finden.»

## Beschreibung
Das Postament ist 1,99 Meter, ohne den Sockelaufsatz 1,70 Meter hoch und hat einen quadratischen Grundriss von 1,11 auf 1,11 Metern. Auf seinem Mittelkörper steht die Inschrift: MEMORIAE / CONRADI GESSNERI / MED. DOCT. ET PROF. PHYS. / TURICENSIS. / NATUS EST D. XXVI. MART. MDXVI / OBIT D. XIII. DEC. MDLXV. («Dem Gedenken an Conrad Gessner, Doktor der Medizin und Professor der Naturwissenschaften («Physik»), aus Zürich. Er wurde am 26. März 1516 geboren und starb am 13. Dezember 1565.») Darüber ist das Wappen der Familie Gessner angebracht, das von der Kunstgiesserei Fehr in Augsburg geschaffen wurde. Das Monument dient so auch als Familiendenkmal.

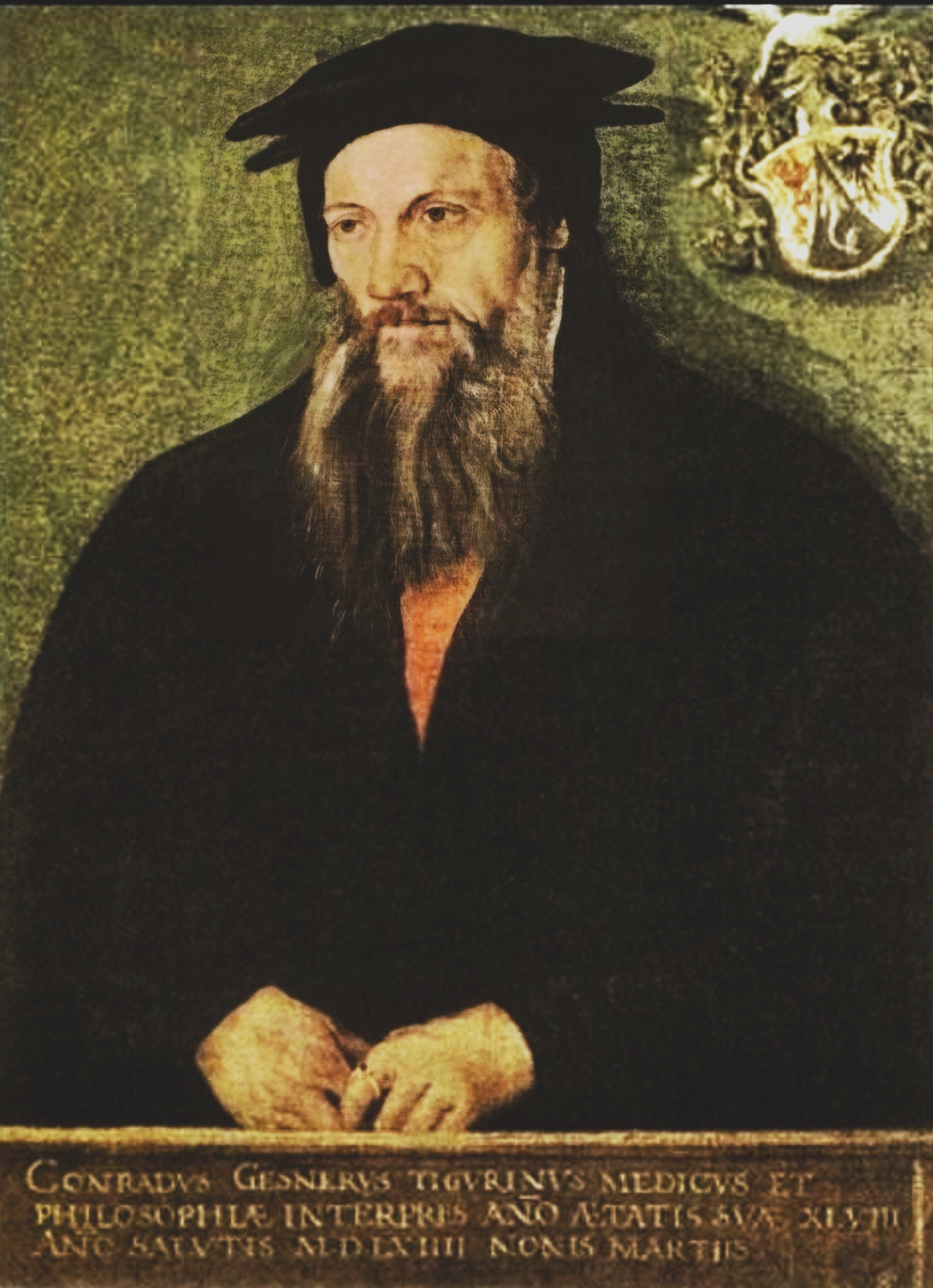
Tobias Stimmer: Porträt von Conrad Gessner, Öl und Tempera auf Leinwand, 1564, Museum zu Allerheiligen, Schaffhausen

Die Bronzebüste ist 65 Zentimeter hoch. Sie wurde in der Glockengiesserei Keller in Unterstrass gegossen und von einem Goldschmied Fries ziseliert. Wie auch alle anderen modernen Porträtisten orientierte sich Hörbst am Gemälde, das der Schaffhauser Tobias Stimmer 1564, kurz vor Gessners Tod, gemalt hatte und das heute im Museum zu Allerheiligen in Schaffhausen aufbewahrt wird. 